# Aproximación tipográfica

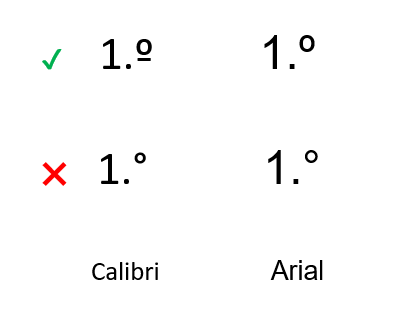
En una aproximación tipográfica del símbolo de indicación ordinal, se utiliza el símbolo de grado en lugar de utilizar el indicador ordinal. Esta aproximación tipográfica puede deberse a que los dos caracteres son muy similares. En algunas tipografías, el indicador ordinal está subrayado.

Una aproximación tipográfica sustituye un elemento del sistema de escritura (normalmente un glifo) por otro u otros glifos. La sustitución puede ser un carácter casi homoglifo, un dígrafo o una cadena de caracteres. Una aproximación se diferencia de un error tipográfico en que una aproximación es intencionada —sigue siendo un error— y pretende preservar el aspecto visual del original. El concepto de aproximación también se aplica a la World Wide Web y a otras formas de información textual disponibles a través de medios digitales, aunque normalmente a nivel de caracteres, no de glifos.
Históricamente, la principal causa de la aproximación tipográfica era la escasa cantidad de glifos (como formas de letras y símbolos) disponibles para la impresión. En la era de la World Wide Web y de la composición tipográfica digital, especialmente tras la llegada de Unicode y de una enorme cantidad de fuentes informáticas, las aproximaciones tipográficas suelen estar causadas por la escasa capacidad de los humanos para distinguir y encontrar los símbolos necesarios o por patrones de sustitución inadecuados en los procesadores de texto, más que por la falta de caracteres disponibles.

## Aproximaciones de máquinas de escribir e impresoras de línea

### Fusión de caracteres
En la máquina de escribir, se fusionaron varios caracteres debido al tamaño limitado del repertorio de glifos. Varios caracteres informáticos modernos aparecieron mediante la fusión de diferentes símbolos, como el “apóstrofo de la máquina  
| Normativo:                | 3 × 2 − 1 |
| Aproximación tipográfica: | 3 x 2 - 1 |

de escribir”, ', que puede ser una aproximación de un apóstrofe propiamente dicho, ’, una comilla simple o el símbolo de prima ′.

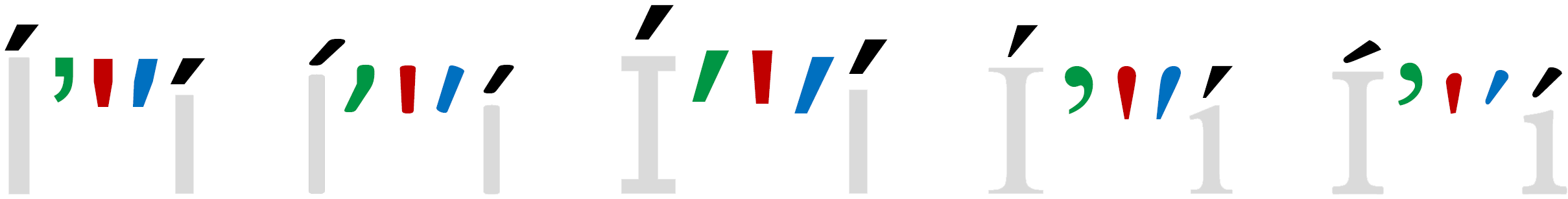
Acento agudo (en negro) sobre «I» mayúscula; apóstrofo (en verde); comilla simple recta (en rojo); prima (en azul); acento agudo (en negro) sobre «i» minúscula; en los tipos de letra Arial, Calibri, Tahoma, Times New Roman y Linux Libertine.

### Modificadores no espaciadores
Algunas máquinas de escribir tienen teclas no espaciadoras para utilizarlas como signos diacríticos. Después de que el mecanógrafo pulsa, por ejemplo, el acento agudo ◌́, el signo de intercalación no se mueve. Esto permite al mecanógrafo sobrepasar esta marca por una letra espaciadora, digamos, e, y obtener é, una letra acentuada. Debido a las restricciones geométricas de una fuente monoespaciada, el resultado no siempre podía ser perfecto. Por ejemplo, sobrepasar una letra poco probable era un método factible para producir letras acentuadas en mayúsculas, como la É.